# 馬克西米利安·安德龍尼科夫
馬克西米利安·亞歷山德羅維奇·安德龍尼科夫（羅馬化：Maksimilian Aleksandrovich Andronnikov；1974年3月19日—），更常以他的戰名「凱撒」（羅馬化：Tsezar）而為人所知。他是俄羅斯反對派成員，也是反對派準軍事組織自由俄羅斯軍團的指揮官和媒體發言人。他同時是由伊利亞·波諾馬廖夫領導的人民代表大會代表之一。

## 生平
安德龍尼科夫於1974年3月19日出生於俄羅斯蘇維埃社會主義共和國索契。他自稱擁有教育學背景，曾在聖彼得堡擔任教練。
他曾是俄羅斯帝國運動的成員，這是一個公開反對俄羅斯總統弗拉基米爾·普京的極端民族主義組織，該組織在頓巴斯戰爭中也支持親俄的戰鬥人員。一位了解安德龍尼科夫的俄羅斯帝國運動成員表示，他在2014年俄烏戰爭爆發前就已經離開該組織。
2012年，安德龍尼科夫因涉嫌參與由弗拉基米爾·克瓦奇科夫領導的一宗軍事政變陰謀案而被傳喚作證，當時他是聖彼得堡「軍事愛國俱樂部」的負責人，但他並未在此案中被控告。
2022年2月，隨著俄羅斯全面入侵烏克蘭，安德龍尼科夫正在擔任射箭教練，他迅速前往烏克蘭，並自那時起一直在烏克蘭一方戰鬥。他在當時表示，他的終極目標是推翻普京的統治。在2023年入侵別爾哥羅德州的行動之前，他稱他曾在巴赫穆特附近戰鬥過。

## 觀點
安德龍尼科夫曾是極端民族主義和新納粹主義組織俄羅斯帝國運動成員，他自認是右翼民族主義者，但他也指出，在自由俄羅斯軍團內，「他們秉持著溫和的中間派立場」。

## 另見
- 傑尼斯·尼基廷